# PSA World Series Finals der Damen 2017/18
Die 5. PSA World Series Finals der Damen fanden vom 5. bis 9. Juni 2018 in Dubai in den Vereinigten Arabischen Emiraten statt. Die World Series Finals waren Teil der PSA World Tour der Damen 2017/18 und mit 160.000 US-Dollar dotiert. Parallel fanden auch die PSA World Series Finals 2017/18 statt.
Die topgesetzte Weltranglistenführende Nour El Sherbini gewann erstmals den Titel, nachdem sie im Endspiel ihre Landsfrau Raneem El Weleily mit 11:5, 9:11, 11:8 und 11:5 besiegt hatte.

## Qualifikation
Die acht bestplatzierten Spielerinnen der PSA World Series der Damen der Saison 2017/18 qualifizierten sich für diesen Wettbewerb. Qualifizierte Spielerinnen sind fett markiert.
| Legende | Legende       | Legende | Legende      |
| ------- | ------------- | ------- | ------------ |
| 10      | Erste Runde   | 15      | Achtelfinale |
| 25      | Viertelfinale | 40      | Halbfinale   |
| 65      | Finale        | 100     | Sieg         |

| PSA World Series 2017/2018 |                   |                 |         |                |             |                         |                 |                        |              |                |
| Pl.                        | Spielerin         | Anzahl Turniere | US Open | Hong Kong Open | PSA Masters | Tournament of Champions | Windy City Open | El Gouna International | British Open | Gesamt- Punkte |
| Pl.                        | Spielerin         | Anzahl Turniere | USA     | HKG            | SAU         | USA                     | USA             | EGY                    | ENG          | Gesamt- Punkte |
| 1                          | Nour El Sherbini  | 7               | 25      | 100            | 100         | 100                     | 25              | 65                     | 100          | 515            |
| 2                          | Raneem El Weleily | 7               | 65      | 65             | 65          | 25                      | 40              | 100                    | 65           | 425            |
| 3                          | Nour El Tayeb     | 7               | 100     | 15             | 40          | 65                      | 100             | 40                     | 25           | 385            |
| 4                          | Laura Massaro     | 6               | 40      | 40             | −           | 40                      | 15              | 40                     | 40           | 215            |
| 5                          | Joelle King       | 7               | 40      | 25             | 25          | 15                      | 65              | 15                     | 15           | 200            |
| 5                          | Camille Serme     | 7               | 15      | 40             | 15          | 40                      | 25              | 25                     | 40           | 200            |
| 7                          | Nouran Gohar      | 7               | 25      | 25             | 40          | 25                      | 15              | 15                     | 15           | 160            |
| 8                          | Sarah-Jane Perry  | 7               | 10      | 15             | 25          | 25                      | 40              | 15                     | 25           | 155            |
| 9                          | Alison Waters     | 7               | 25      | 15             | 15          | 15                      | 25              | 25                     | 25           | 145            |
| 10                         | Annie Au          | 7               | 25      | 15             | 15          | 10                      | 15              | 25                     | 15           | 120            |
| 10                         | Tesni Evans       | 7               | 15      | 25             | 15          | 15                      | 15              | 10                     | 25           | 120            |
| 12                         | Nicol David       | 6               | 15      | 25             | 25          | 25                      | 10              | 15                     | −            | 115            |
| 13                         | Joshna Chinappa   | 7               | 15      | 15             | 15          | 10                      | 10              | 25                     | 10           | 100            |
| 14                         | Olivia Blatchford | 7               | 15      | 15             | 15          | 15                      | 15              | 10                     | 10           | 95             |
| 14                         | Victoria Lust     | 7               | 15      | 10             | 15          | 15                      | 10              | 15                     | 15           | 95             |
| 16                         | Hania El Hammamy  | 7               | 10      | 10             | 15          | 10                      | 15              | 15                     | 10           | 85             |

## Preisgelder und Weltranglistenpunkte
Bei dem Turnier wurden die folgenden Preisgelder für das Erreichen der jeweiligen Runde ausgezahlt. Das Gesamtpreisgeld betrug 160.000 US-Dollar. Weltranglistenpunkte wurden nicht vergeben.
| Runde         | Preisgeld |
| ------------- | --------- |
| Sieg          | 48.000 $  |
| Finale        | 32.000 $  |
| Halbfinale    | 20.000 $  |
| Gruppendritte | 12.000 $  |
| Gruppenvierte | 8.000 $   |

## Finalrunde

### Gruppenphase

#### Gruppe A

##### Tabelle
| Pos. | Setzliste | Spielerin        | Spiele | Sätze | Punkte |
| ---- | --------- | ---------------- | ------ | ----- | ------ |
| 1    | 1         | Nour El Sherbini | 3:0    | 6:0   | 67:39  |
| 2    | 3         | Nour El Tayeb    | 2:1    | 4:3   | 65:60  |
| 3    | 5         | Joelle King      | 1:2    | 3:4   | 66:74  |
| 4    | 7         | Nouran Gohar     | 0:3    | 0:6   | 39:69  |

##### Ergebnisse
| Spielerin        | Spielerin     | Ergebnis          |
| ---------------- | ------------- | ----------------- |
| Nour El Sherbini | Joelle King   | 12:10, 11:7       |
| Nour El Tayeb    | Nouran Gohar  | 11:5, 11:4        |
| Nour El Sherbini | Nour El Tayeb | 11:7, 11:5        |
| Joelle King      | Nouran Gohar  | 11:8, 14:12       |
| Nour El Sherbini | Nouran Gohar  | 11:5, 11:5        |
| Nour El Tayeb    | Joelle King   | 7:11, 11:7, 13:11 |

#### Gruppe B

##### Tabelle
| Pos. | Setzliste | Spielerin         | Spiele | Sätze | Punkte |
| ---- | --------- | ----------------- | ------ | ----- | ------ |
| 1    | 2         | Raneem El Weleily | 2:1    | 5:3   | 80:70  |
| 2    | 6         | Camille Serme     | 2:1    | 5:3   | 77:73  |
| 3    | 4         | Laura Massaro     | 2:1    | 4:4   | 75:82  |
| 4    | 8         | Sarah-Jane Perry  | 0:3    | 2:4   | 78:87  |

##### Ergebnisse
| Spielerin         | Spielerin        | Ergebnis           |
| ----------------- | ---------------- | ------------------ |
| Camille Serme     | Sarah-Jane Perry | 8:11, 12:10, 12:10 |
| Raneem El Weleily | Laura Massaro    | 11:8, 9:11, 8:11   |
| Laura Massaro     | Sarah-Jane Perry | 15:13, 7:11, 11:8  |
| Raneem El Weleily | Camille Serme    | 8:11, 11:7, 11:5   |
| Laura Massaro     | Camille Serme    | 7:11, 5:11         |
| Raneem El Weleily | Sarah-Jane Perry | 11:6, 11:9         |

### Halbfinale
| Spielerin         | Spielerin     | Ergebnis         |
| ----------------- | ------------- | ---------------- |
| Nour El Sherbini  | Camille Serme | 11:7, 9:11, 11:8 |
| Raneem El Weleily | Nour El Tayeb | 11:7, 11:9       |

### Finale
| Spielerin        | Spielerin         | Ergebnis               |
| ---------------- | ----------------- | ---------------------- |
| Nour El Sherbini | Raneem El Weleily | 11:5, 9:11, 11:8, 11:5 |